# Cueva del Averno
La cueva del Averno es una gruta de la localidad española de Onteniente, en la provincia de Valencia.

## Descripción
La cueva se encuentra en las inmediaciones de la localidad de Onteniente, en la provincia de Valencia. Aparece descrita en el tercer volumen del Diccionario geográfico-estadístico-histórico de España y sus posesiones de Ultramar de Pascual Madoz con las siguientes palabras:

AVER: cueva en la prov. de Valencia, part. jud. y térm. de Onteniente: sit. á 1 hora N. de dicha v.: tiene la entrada angosta, y á pocos pasos de la misma 1 plaza abovedada de piedra caliza, en cuya estremidad hay un enorme peñasco que amenaza desprenderse. El fin ó térm. de esta caverna no es conocido, pues nadie ha podido penetrar en ella mas que por espacio de 1/4 de hora ó poco mas, y la persona que á ello se ha aventurado lo ha hecho con inminente riesgo de su vida, ya por la multitud de peñascos que aparecen casi desprendidos, ya tambien por la infinidad de precipicios y simas que se encuentran á cada paso, y cuyo fondo es incalculable, toda vez que habiéndose arrojado piedras de gran tamaño, se perdia el sonido de los golpes y saltos antes de notarse su paradero. Igualmente ofrece tránsitos tan dificultosos, que es preciso arrastrarse por ellos sobre la humedad y charquinales formados por las gotas de agua que sin cesar caen desde la bóveda. El interior de la cueva se ve adornado de piedras de diversos colores, por cuyas hendiduras fluye el agua, la cual cristalizándose da origen á infinitas y vistosas estalactitas; y se hallan tambien de trecho en trecho varias inscripciones, que indican el placer que sus esploradores sintieron al convencerse de su arrojo penetrando en aquellas sinuosidades.
(Madoz, 1846, p. 117)